# 텍사스주의 대학 목록

## 주립
- 휴스턴 대학교
- 노스 텍사스 대학교
- 텍사스 대학교 알링턴
- 텍사스 대학교 오스틴
- 텍사스 대학교 댈러스
- 텍사스 대학교 리오그란데밸리
- 텍사스 A&M 대학교
- 텍사스 주립 대학교
- 텍사스 공과대학교

## 사립
- 베일러 대학교
- 라이스 대학교
- 세인트 에드워즈 대학교
- 서던메소디스트 대학교
- 텍사스 크리스천 대학교

## 신학
- 베일러 대학교
- 달라스 신학교

## 같이 보기
- 미국의 대학 목록
- 대학 목록
- 텍사스 대학교